# On the Road Again (chanson de Bernard Lavilliers)
Pour les articles homonymes, voir On the Road Again.
On the Road again de Bernard Lavilliers apparait sur l'album If... sorti en 1988 chez Barclay.

## Genèse
La légende veut que Bernard Lavilliers ait navigué sur son bateau le Corto Maltese entre Saint-Malo et l'Irlande, mais il n'aurait jamais eu de bateau portant ce nom. Cela aurait pu inspirer la rime évoquant le départ d'Irlande et l'éclairage de la lande.
Une autre supposition est que cette chanson aurait été inspirée par la mort de Bobby Sands et de ses camarades membres de l'IRA.
Bernard Lavilliers, qui fut parfois accusé de plagiat, se serait fortement inspiré des paroles de Les Tuileries de Victor Hugo (« Nous sommes deux drôles / Aux larges épaules, / De joyeux bandits, / Sachant rire et battre ») et de Si tu t'en vas de Léo Ferré (« Si tu t´en vas / La mer viendra toujours / Vers le rivage »), et aurait plagié les paroles du refrain de la chanson Errer humanum est écrite par Hubert-Félix Thiéfaine en hommage à Jack Kerouac et sortie deux ans plus tôt dans l'album Météo für nada.
La photo de la pochette du single est signée Karl Lagerfeld.
Le titre a été réédité dans l'album Live: On The Road Again 1989.

## Au cinéma
Sauf indication contraire ou complémentaire, les informations mentionnées dans cette section proviennent du générique de fin de l'œuvre audiovisuelle présentée ici.
- 2017 : chantée par Gérard Jugnot dans son film C'est beau la vie quand on y pense.

## Classement
| Classement (1989) | Meilleure place |
| ----------------- | --------------- |
| France (SNEP)     | 24              |